# Brachyrhopala indecora
Brachyrhopala indecora är en tvåvingeart som först beskrevs av Walker 1865.  Brachyrhopala indecora ingår i släktet Brachyrhopala och familjen rovflugor. Inga underarter finns listade i Catalogue of Life.